# Temporada da NBA de 2011–12
A temporada da NBA de 2011-12 foi a 66ª da NBA. A temporada começou com a assinatura de um acordo de negociação coletiva nova (CBA) entre os proprietários dos 30 times da NBA e jogadores da NBA. A CBA anterior, que foi ratificada em 2005, expirou às 00:01 em 01 de julho de 2011, resultando em um locaute. Com o novo acordo em vigor, a temporada regular foi encurtada dos normais 82 jogos por equipe para 66, por causa de quase dois meses de inatividade. A temporada começou em 25 de dezembro de 2011 e terminou em 26 de abril de 2012. O Miami Heat foi para a segunda final consecutiva, desta vez contra o o Oklahoma City Thunder, e conquistou seu segundo título depois de 2006, com LeBron James sendo escolhido melhor jogador da temporada e das finais.